# Jaume Beuló
Jaume Beuló fou canonge de Vic. Va esser elegit President de la Generalitat de Catalunya el 22 de juliol de 1584. El seu nom estava insaculat des de 1561 en representació de l'església de Vic.
La seva família estava lligada a l'administració vigatana de la Diputació. Salvi Beuló i Bernadí Beuló són dos dels familiars que havien estat nomenats diputats locals en 1554 i 1572, respectivament.
Jaume Beuló va morir sobtadament només uns mesos després de ser elegit i el va substituir Pere Oliver de Boteller i de Riquer que havia ocupat el càrrec uns anys enrere.